# Tomas Bertelman

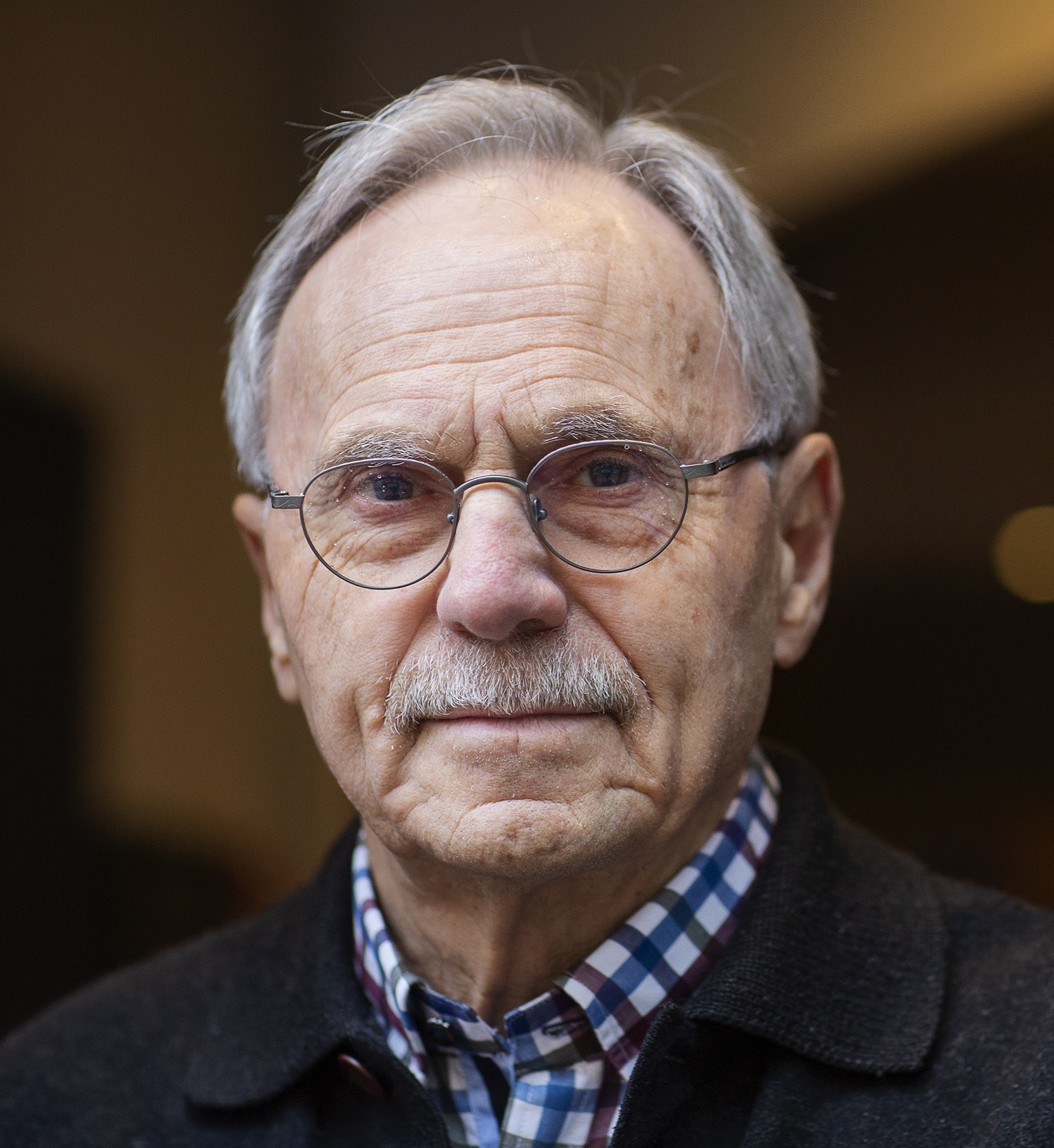
Tomas Bertelman (2022)

Tomas Bertelman (* 1945 in Lund) ist ein schwedischer Diplomat. Er war von 2008 bis 2012 Botschafter des Königreichs Schweden in der Russischen Föderation.

## Leben
Bertelman studierte am Dartmouth College in New Hampshire und setzte im Anschluss sein Studium an der Universität Lund fort, wo er schließlich 1971 seinen Bachelor of Arts erhielt.
Bertelman begann im schwedischen Außenministerium zu arbeiten. Zwischen 1977 und 1981 war er Erster Sekretär an der schwedischen Botschaft in Hanoi und danach an der schwedischen Botschaft in London. 1984 wurde er Botschaftsrat der Abteilung Politik an der schwedischen Botschaft in Moskau. Von 1988 bis 1989 bekleidete er den Posten des schwedischen Generalkonsuls in Leningrad. In den nächsten Jahren folgten diverse weitere Posten.
1995 wurde Bertelman als Botschafter nach Spanien entsandt und übte dieses Amt bis 2000 aus. Bertelman wurde danach schwedischer Botschafter in Lettland. Es folgten Botschafterposten in Polen (2005–2008) und in der Russischen Föderation (2008–2012).
Bertelman spricht englisch, spanisch und französisch, sowie russisch, polnisch und deutsch.